# Koto (Pulau-Pulau Batu)
Koto is een bestuurslaag in het regentschap Nias Selatan van de provincie Noord-Sumatra, Indonesië. Koto telt 147 inwoners (volkstelling 2010).